# Мохаве (округ)
Моха́ве (англ. Mohave County) — округ в штате Аризона, США. Официально образован в 1864 году. По состоянию на 2010 год, численность населения составляла 200 186 человек.

## География
По данным Бюро переписи США, общая площадь округа равняется 34 864,025 км2, из которых 34 475,524 км2 это суша, а 388,500 км2 или 1,1 % это водоёмы. В пустыне, недалеко от городка Мохаве, находится международный аэрокосмический порт Мохаве (ИАТА: MHV, ИКАО: KMHV), лицензированный правительством США для горизонтальных запусков кораблей многоразового использования.

## Население
По данным переписи населения 2000 года в округе проживает 155 032 жителей в составе 62 809 домашних хозяйств и 43 401 семей. Плотность населения составляет 4,00 человека на км2. На территории округа насчитывается 80 062 жилых строений, при плотности застройки около 2,00-х строений на км2. Расовый состав населения: белые — 90,06 %, афроамериканцы — 0,54 %, коренные американцы (индейцы) — 2,41 %, азиаты — 0,77 %, гавайцы — 0,11 %, представители других рас — 4,00 %, представители двух или более рас — 2,13 %. Испаноязычные составляли 14,80 % населения независимо от расы.
В составе 25,10 % из общего числа домашних хозяйств проживают дети в возрасте до 18 лет, 55,10 % домашних хозяйств представляют собой супружеские пары проживающие вместе, 9,30 % домашних хозяйств представляют собой одиноких женщин без супруга, 30,90 % домашних хозяйств не имеют отношения к семьям, 24,10 % домашних хозяйств состоят из одного человека, 11,30 % домашних хозяйств состоят из престарелых (65 лет и старше), проживающих в одиночестве. Средний размер домашнего хозяйства составляет 2,45 человека, и средний размер семьи 2,87 человека.
Возрастной состав округа: 23,10 % моложе 18 лет, 6,50 % от 18 до 24, 23,20 % от 25 до 44, 26,70 % от 45 до 64 и 26,70 % от 65 и старше. Средний возраст жителя округа 43 лет. На каждые 100 женщин приходится 98,90 мужчин. На каждые 100 женщин старше 18 лет приходится 96,80 мужчин.
Средний доход на домохозяйство в округе составлял 31 521 USD, на семью — 36 311 USD. Среднестатистический заработок мужчины был 28 505 USD против 20 632 USD для женщины. Доход на душу населения составлял 16 788 USD. Около 9,80 % семей и 13,90 % общего населения находились ниже черты бедности, в том числе — 20,40 % молодежи (тех, кому ещё не исполнилось 18 лет) и 7,70 % тех, кому было уже больше 65 лет.

## Достопримечательности
- Ничто — покинутый населённый пункт с необычным названием